# Kanske
"Kanske" är dikt av Erik Axel Karlfeldt ur samlingen Fridolins visor och andra dikter från 1898.
Det är även en dikt av Nils Ferlin, från diktsamlingen En döddansares visor.